# Kirovsky (huyện của Kaluga)
Huyện Kirovsky (tiếng Nga: ? райо́н) là một huyện hành chính tự quản (raion), của Tỉnh Kaluga, Nga. Huyện có diện tích 998 kilômét vuông, dân số thời điểm ngày 1 tháng 1 năm 2000 là 7200 người. Trung tâm của huyện đóng ở Kirov.